# Nevado Sajama
El Nevado Sajama (del aimara: chak xaña ‘oeste’) es un estratovolcán en Bolivia, ubicado en el Parque Nacional Sajama, al oeste del país, en el departamento de Oruro. Forma parte de la cordillera Occidental y es el pico más alto de Bolivia (6.542 m s. n. m.).
A los pies del Sajama se encuentra el pueblo homónimo, con una población de 276 habitantes (según el Censo INE 2012).

## Toponimia
El nombre Sajama proviene de las palabras aymaras chak xaña que en castellano significa distante. Otras fuentes mencionan que la voz aymara es escrita como chak-jjaña y significa "al oeste".

## Geografía
El Nevado Sajama se encuentra en el municipio de Curahuara de Carangas de la provincia de Sajama, en el departamento de Oruro, Bolivia, a unos 18,6 kilómetros de la frontera con Chile. El volcán Cholcani se halla al sureste del Sajama, y otro volcán vecino, el Pomerape, se asemeja al Sajama en su apariencia. La carretera Ruta 4 bordea el flanco sureste del volcán, y otras vías completan un círculo alrededor del Sajama. El pueblo de Sajama se sitúa al pie occidental del nevado, mientras que el pueblo de Caripe está al noreste de la montaña y Lagunas al suroeste. También hay varias granjas en la zona.
En Bolivia, la cordillera de los Andes se divide en dos ramales separados por una meseta de entre 3.500 y 4.000 metros de altitud, el Altiplano. El Nevado Sajama se encuentra en los Andes occidentales de Bolivia y en el lado occidental del Altiplano, más específicamente, la montaña está situada antes de la Cordillera Occidental.
El Nevado Sajama se eleva aproximadamente 2,2 kilómetros sobre el terreno circundante, alcanzando una altura de 6.542 metros (estimaciones anteriores indicaban 6.572 metros), lo que lo convierte en la montaña más alta de Bolivia. Por debajo de los 4.200 metros, el monte se caracteriza por la presencia de conos parásitos y una cobertura de fragmentos de lava y ceniza volcánica. Dos cumbres secundarias se encuentran al oeste y al este-noreste del Sajama, con alturas de 5.031 y 5.161 metros, respectivamente; la primera se llama Cerro Huisalla y la segunda, Huayna Potosí. La montaña tiene una forma cónica y está coronada por un cráter en la cima que, debido a su relleno de hielo, parece estar conectado con la meseta plana de la cumbre del Sajama, aunque otros registros no indican la presencia de un cráter. En el flanco oriental se encuentran los valles de Patokho, Huaqui Jihuata y Phajokhoni; en altitudes más bajas, todo el volcán presenta valles profundizados por acción glaciar. El cual según estimaciones de la Fundación Pueblo de Montañas se ha reducido en un 40% debido al calentamiento global.
El terreno se caracteriza por una cobertura continua de hielo en el sector central de la montaña, afloramientos de roca madre, depósitos y glaciares de roca en algunos sitios, abanicos aluviales y depósitos de derrubios en la periferia del Sajama, así como morrenas que forman un cinturón alrededor del sector superior del nevado. Las morrenas de fondo son las más prominentes en el Sajama y presentan colores variados según el origen de las rocas que las componen. En sus alrededores se encuentran vegetación y pequeñas lagunas, mientras que otras zonas carecen de vegetación. Estas morrenas se encuentran principalmente en valles glaciares, aunque algunas parecen haberse formado bajo pequeños casquetes de hielo sobre terrenos más planos. A menor altitud, los glaciares dan paso a coladas de lava y a vegetación de matorral y tolar, y finalmente a pastizales en zonas aún más bajas.
En la montaña se encuentran varios humedales conocidos como bofedales. Desde la laguna Waña Quta, situada al pie noroeste del Sajama, fluye el río Tomarapi, que primero se dirige hacia el noreste, luego hacia el este, sur y sureste, rodeando los flancos norte y este del volcán; en este trayecto se le une el río Sicuyani, que también se origina en el Sajama. En los flancos meridionales nace el río Huaythana, que fluye directamente hacia el sur y luego gira bruscamente hacia el este. El río Sajama se origina en el lado occidental del volcán, fluyendo hacia el sur y girando progresivamente hacia el sureste antes de unirse al río Lauca. Los demás ríos que drenan el Sajama y su casquete de hielo también acaban uniéndose al río Lauca y desembocan en el salar de Coipasa.

## Geología
El Nevado Sajama es parte del cinturón volcánico de los Andes, donde el vulcanismo es provocado por la subducción de la placa de Nazca debajo de la placa de América del Sur. Durante el Oligoceno se produjeron cambios en el régimen de subducción que provocaron un aumento de la actividad volcánica en la región. Los volcanes de la región tienen edades que van desde el Pleistoceno al Mioceno y crecieron sobre ignimbritas anteriores. Toda la actividad volcánica estuvo controlada por fallas.

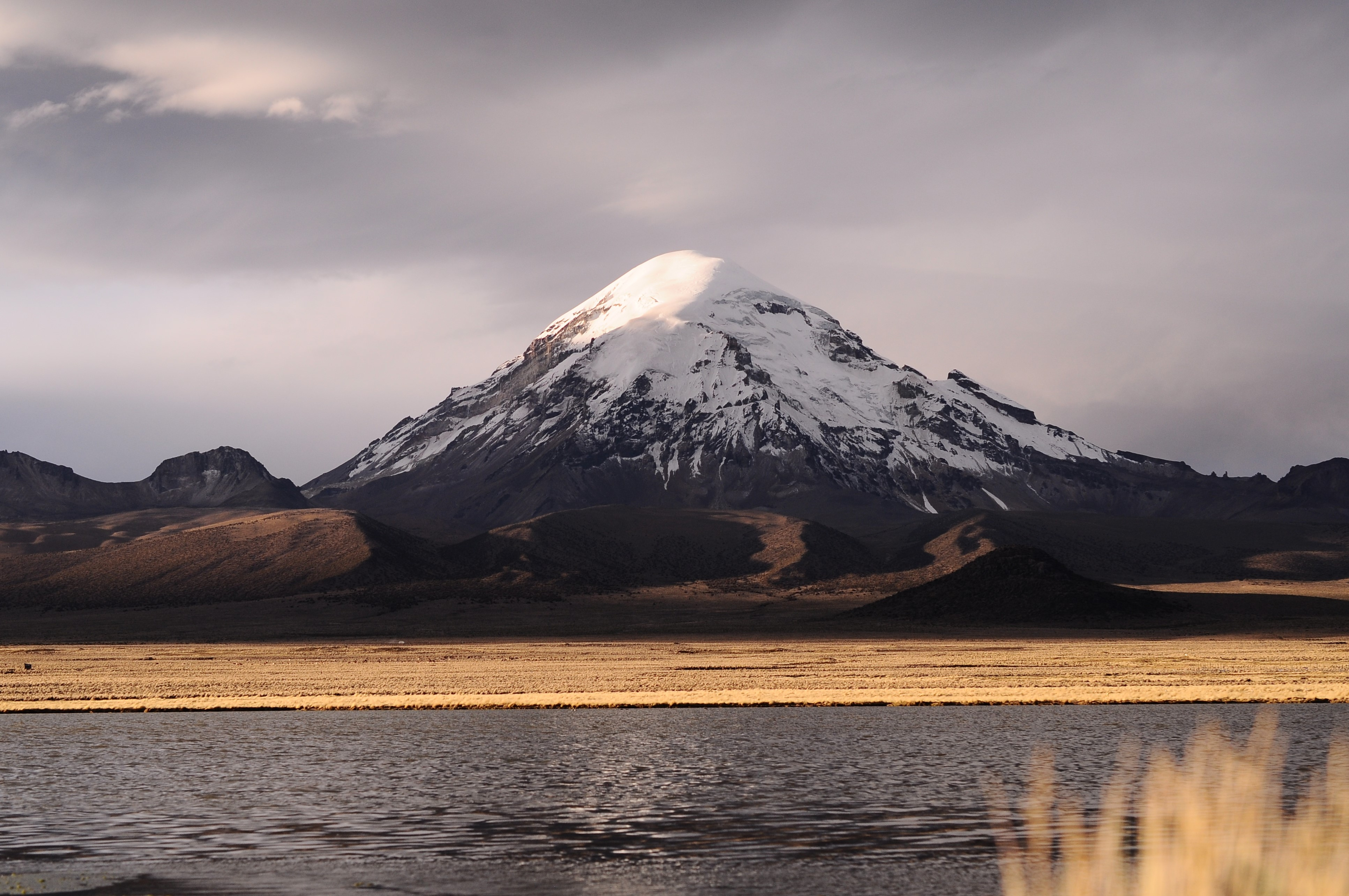
La forma del Sajama se debe a su composición de varios domos de lava, extendidos de manera radial.

La montaña es un estratovolcán situado sobre varios domos de lava. El estratovolcán está compuesto por coladas de lava y material piroclástico que se extienden radialmente desde el centro del volcán. Algunos conos parásitos se encuentran al sureste del Sajama y han generado domos de lava y coladas. Los conos parásitos más alejados del volcán son más antiguos y su ubicación parece estar determinada por diques radiales; todo el conjunto forma un volcán compuesto. Dos unidades volcánicas posteriores se conocen como las lavas de Colquen Wilqui y la toba de Jacha Khala. El volcán Sajama se eleva dentro de una caldera que ha sido sepultada por actividad volcánica posterior, por lo que solo es reconocible en su lado este-noreste. Una estructura circular alrededor del Sajama podría ser el origen de la ignimbrita Lauca-Pérez, que data de hace 2,7 millones de años.
Dataciones mediante el método argón-argón han arrojado una antigüedad de 679.000 años para el Sajama, y entre 80.900 y 25.000 años para las lavas de Kkota Kkotani, las cuales no están relacionadas con el volcán principal del Sajama. Se desconoce la fecha de la última erupción, aunque pudo haber ocurrido en el Pleistoceno o el Holoceno. En el río Junthuma se encuentran aguas termales que reflejan la presencia de calor geotérmico, con temperaturas de aproximadamente 250–230 °C en el pie occidental del Sajama, y las rocas volcánicas del Sajama presentan huellas de actividad fumarólica.
En la región se encuentran tres importantes lineamientos geológicos: uno con dirección norte-noroeste, conocido como el alineamiento de Sajama; otro con orientación oeste-suroeste, alineado con elevaciones topográficas destacadas; y un tercero con dirección oeste-noroeste. El alineamiento oeste-suroeste desempeñó un papel importante en el desarrollo del volcán Sajama.

### Composición

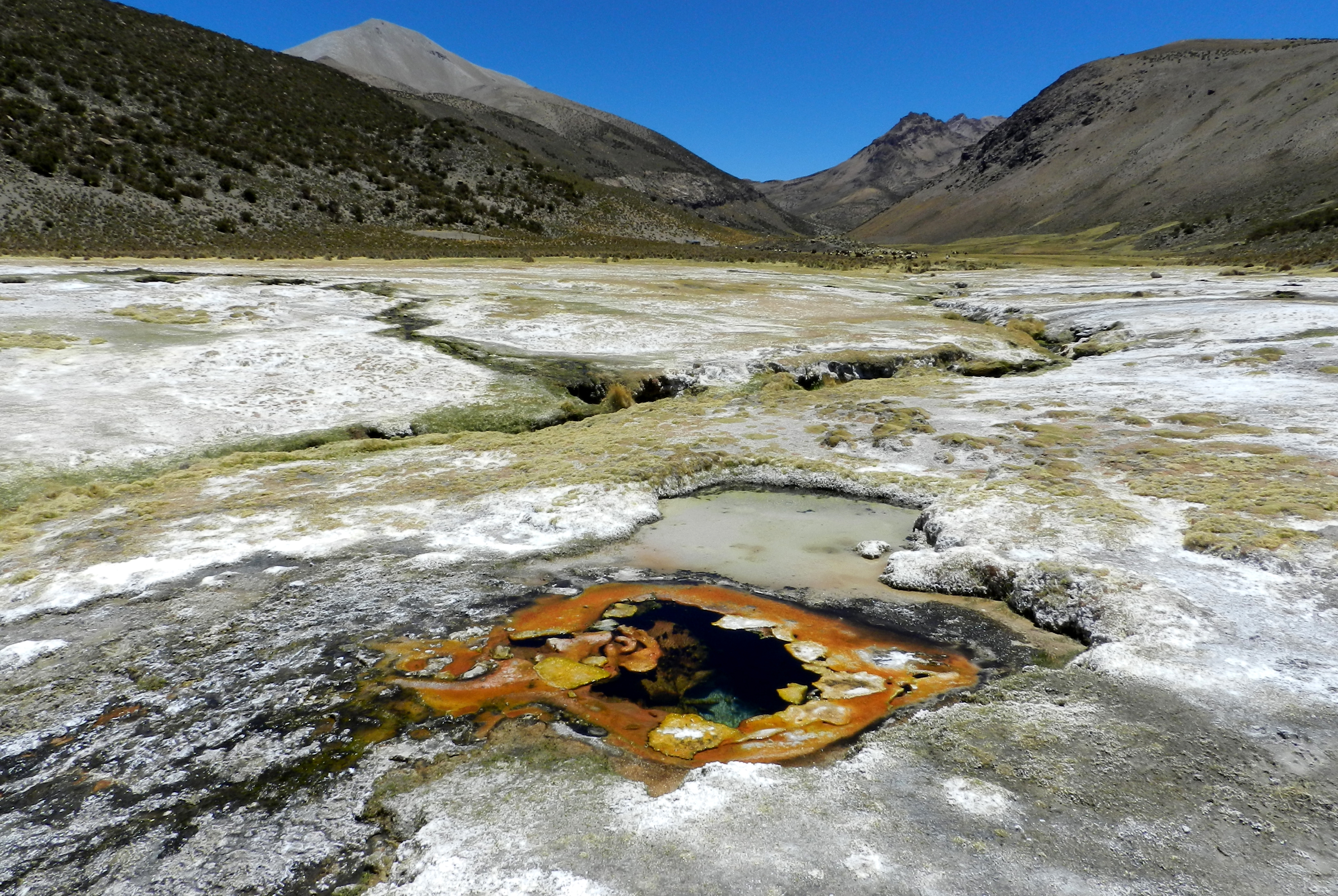
Aguas termales en el río Junthuma.

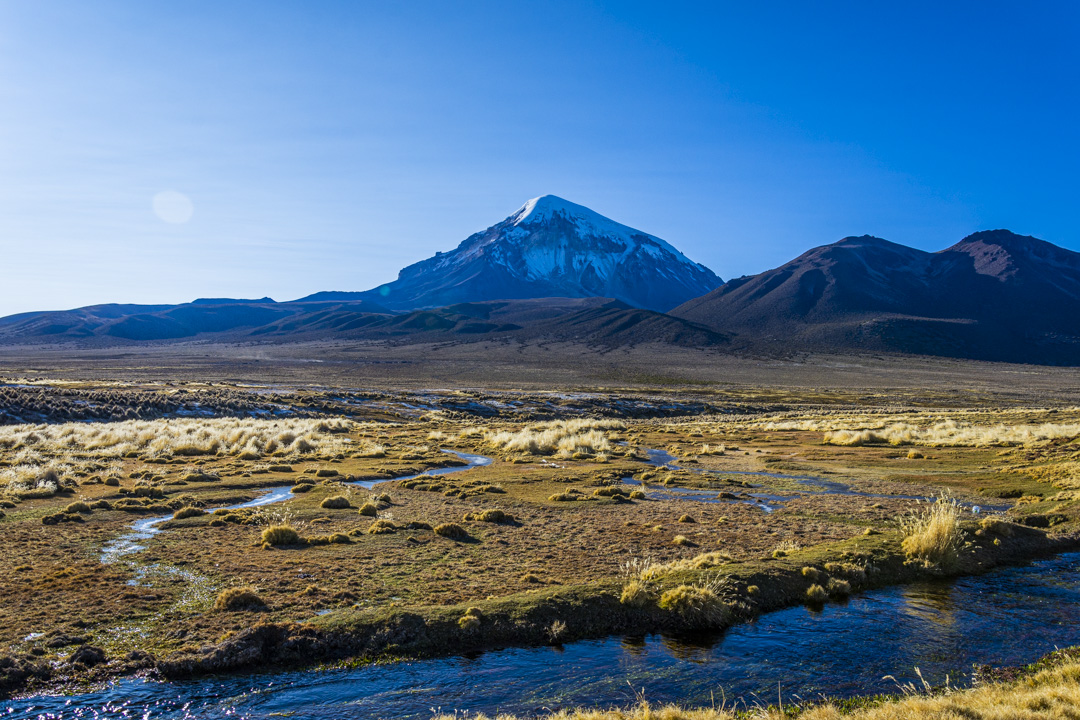
Los deshielos forman riachuelos al rededor del nevado.

El volcán ha emitido rocas que varían desde andesita hasta riodacita, siendo el estratovolcán principal formado por andesitas que contienen hornblenda y piroxeno, así como fenocristales de augita, biotita, óxido de hierro, olivino, ortopiroxeno, pargasita, plagioclasa, cuarzo y óxido de titanio. También se han reportado depósitos de cobre, oro, plomo, plata y azufre. Las rocas volcánicas emitidas por el Sajama pertenecen a una serie calcoalcalina rica en potasio y se formaron mediante diversos procesos, incluyendo la asimilación de roca encajante, la cristalización fraccionada y la mezcla de magmas (especialmente en las lavas de Sayara).

## Clima
En Cosapa, al pie del Sajama, la temperatura media anual es de aproximadamente 7,3 °C, mientras que en el pueblo de Sajama la media anual es de 4,3 °C; la precipitación anual en esta localidad es de unos 327 milímetros. La variación diaria de temperatura alcanza cerca de 40 °C.
El Sajama se encuentra entre dos regímenes climáticos: uno occidental, caracterizado por un clima seco y la influencia del Anticiclón del Pacífico Sur, y otro oriental con una atmósfera más húmeda. Durante el verano del hemisferio sur, los vientos del este transportan aire húmedo hacia el Sajama, donde la radiación solar provoca lluvias y tormentas; esta humedad proviene en última instancia del océano Atlántico. En invierno predominan los vientos secos del oeste, aunque irrupciones de aire frío desde la franja de los oestes pueden generar nevadas intensas, las cuales a menudo son subestimadas por los registros de precipitación. En general, en el Altiplano la precipitación disminuye de noreste a suroeste.
Las precipitaciones de verano suelen reducirse durante los años de El Niño, pero en el Nevado Sajama existe poca correlación con este fenómeno.

## Flora y fauna

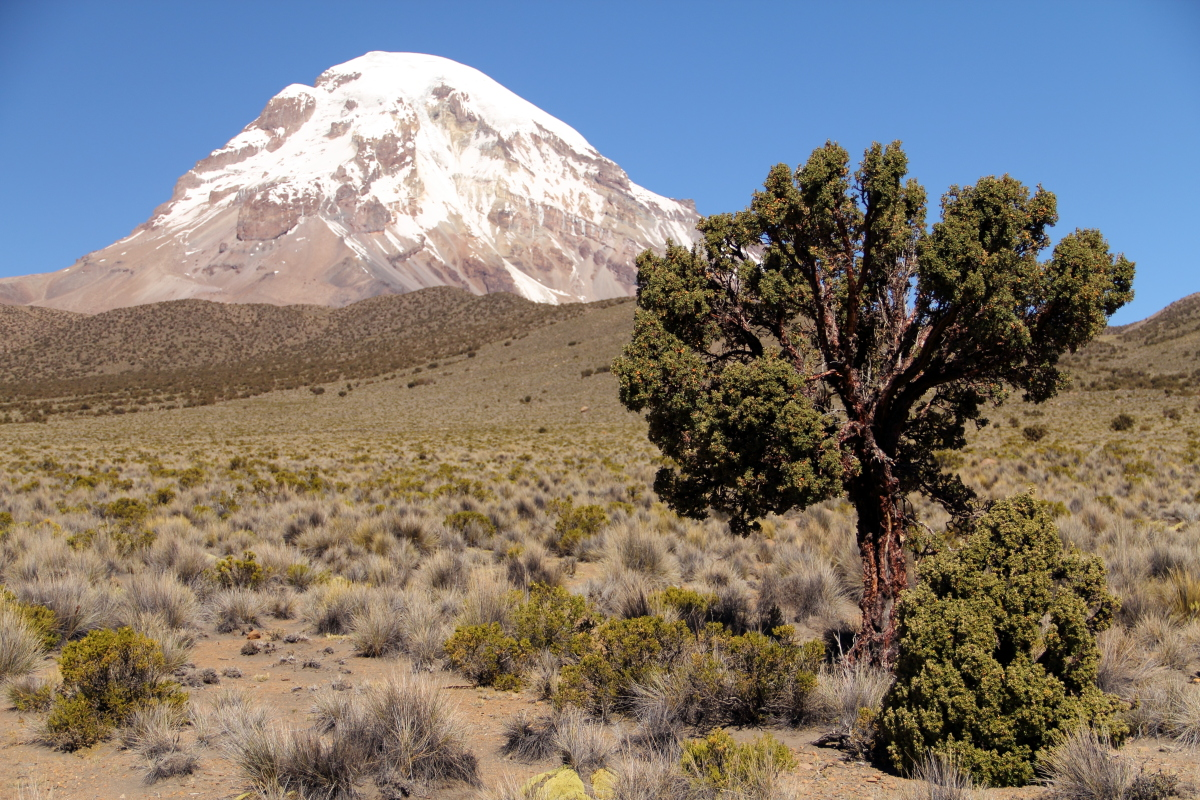
Queñua cerca al Nevado Sajama.

Aunque la vegetación en los alrededores del Sajama se considera una pradera seca conocida como puna, en la propia montaña existe una cierta gradación vertical. Por debajo de los 4.000 metros predominan arbustos de familias como asteráceas, cactáceas, fabáceas y solanáceas. Entre los 4.000 y 4.800 metros, las tres últimas familias pierden importancia, y durante la temporada húmeda cobran mayor relevancia los pastos de la familia poáceas. Finalmente, por encima de los 4.800 metros, predominan hierbas tolerantes a las heladas, como Azorella, así como especies de las familias asteráceas, cariofiláceas, malváceas y poáceas. En depresiones o lugares con presencia de agua se desarrollan turberas conocidas como bofedales. Las especies presentes en estos ambientes incluyen miembros de las familias apiáceas, ciperáceas, así como los géneros Azolla, Distichia y Plantago. Entre los animales que habitan la zona se encuentran aves, vicuñas, vizcachas y ratones; estos últimos se han registrado hasta los 5.221 metros de altitud.
El Nevado Sajama presenta la línea arbórea más alta del mundo, a una altitud de 5.200 metros, donde la queñua (Polylepis tarapacana) forma bosques que tienen límites claramente definidos tanto en su parte superior como inferior en la montaña. Estos árboles no suelen superar los 5 metros de altura, están separados por grandes distancias entre sí y tienden a concentrarse en lugares donde hay disponibilidad de agua. Los bosques actuales son remanentes, y no está claro si su reducción se debe al impacto humano o al cambio climático. La protección de estos bosques fue la motivación principal para la creación del Parque Nacional Sajama en 1939.

## Glaciares

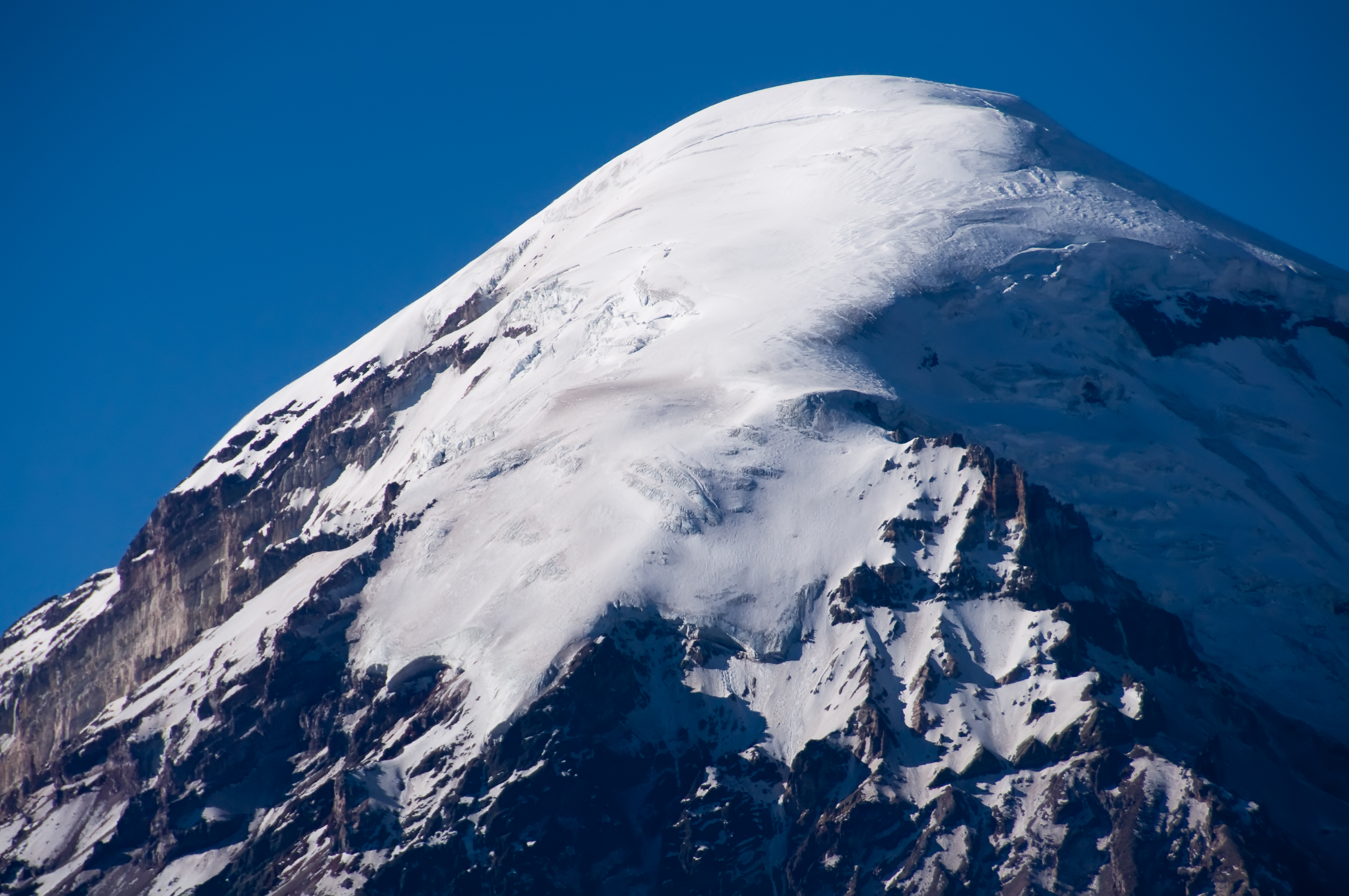
Cima del Sajama.

Por encima de los 5.600 metros, el Sajama está extensamente glaciado. Es una de las montañas más australes de la región que cuenta con glaciares significativos; más al sur, la atmósfera es demasiado seca para permitir su desarrollo. En 1997 se extrajeron dos núcleos de hielo de la zona de la cumbre, en una operación precedida por una ceremonia religiosa, ya que el pueblo aymara local temía que las deidades de la montaña se enfadaran por la perforación. También existen glaciares de roca por encima de la isoterma de 0 °C a partir de los 4.800 metros, como en picos laterales. El agua de deshielo de los glaciares se filtra parcialmente bajo tierra y reaparece a cierta distancia del volcán.
El Sajama y las montañas vecinas tuvieron glaciares mucho más extensos en el pasado. En general, la historia de la glaciación en el Sajama es poco conocida, pero parece que las formaciones glaciares más externas se originaron hacia finales del último máximo glacial, mientras que las formaciones intermedias se desarrollaron durante el Holoceno Medio, periodo que normalmente se considera cálido y seco en la región.

## Interacción humana

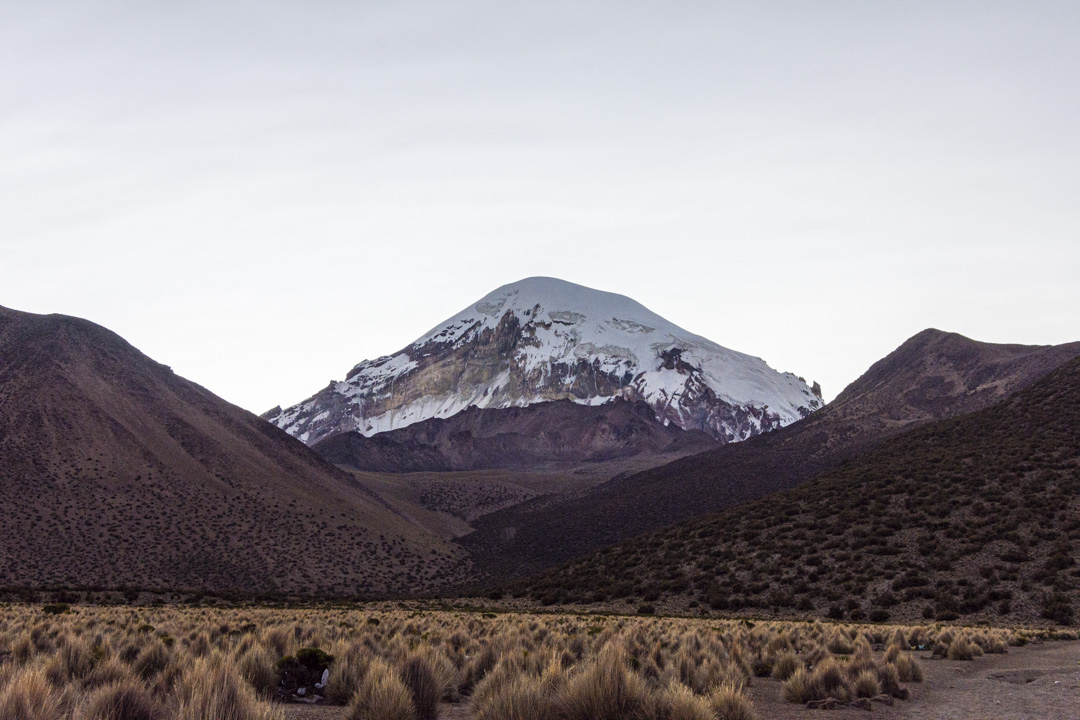
El Nevado Sajama se eleva entre otras montañas.

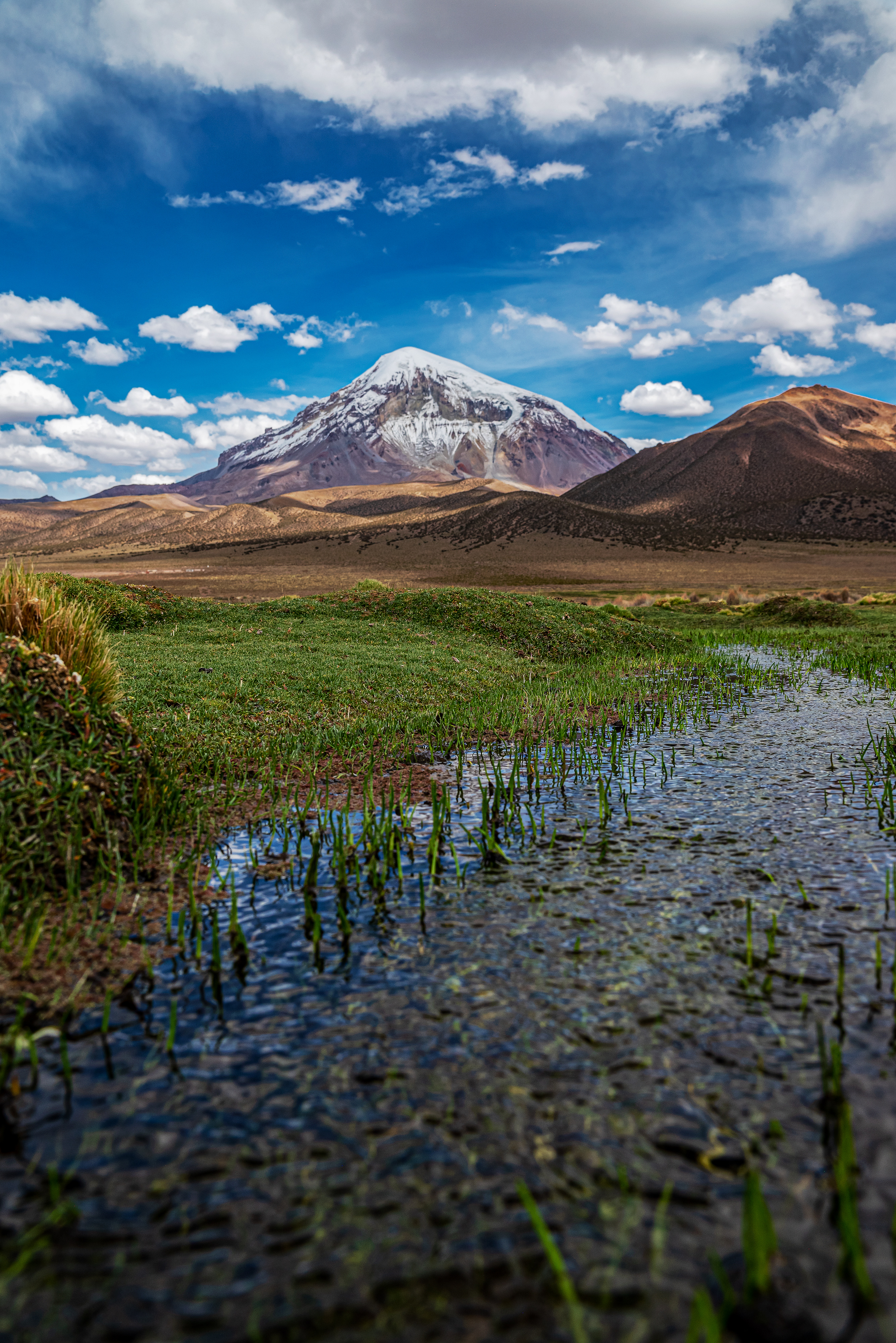
Vista del Nevado Sajama.

El Sajama es una montaña sagrada para las comunidades de la región, y diversas tradiciones orales recogen creencias relacionadas con ella. En un mito, el Sajama representa la cabeza del cerro Mururata, que fue decapitado por el Illimani, ambos ubicados en la Cordillera Oriental. Otras mitologías sostienen que los Nevados de Payachata (Pomerape y Parinacota) son hijos del Sajama y de Anallaxchi. Según otra creencia local, Tacora y Sajama eran dos montañas que competían por el amor de dos mujeres (los Nevados de Payachata). Dependiendo del relato, o bien las dos mujeres expulsaron a Tacora y le arrancaron la cima, o bien fue el Sajama quien lo hizo y dejó herido al Tacora, que luego huyó, derramando sangre y una parte de su corazón.
En la montaña se encuentran varios sitios arqueológicos, incluidos entierros en chullpas y fortificaciones conocidas como pukaras, distribuidos a distintas altitudes y conectados por senderos. Se han identificado alrededor de 40 de estos sitios, la mayoría ubicados a bajas altitudes en los flancos occidental y norte del Sajama. Algunos de ellos han producido hallazgos de cerámica. Estos sitios arqueológicos demuestran una relación directa entre la montaña y sus constructores, así como su vínculo con la resolución de conflictos locales.
Su primera ascensión fue el 4 de octubre de 1939 por los austriacos Wilfrid Kühm y Josef Prem.
Durante el segundo ascenso confirmado al Sajama en 1946, un montañista desapareció y su cuerpo nunca fue encontrado. En agosto de 2001, dos equipos formados por pobladores de Sajama y guías de montaña bolivianos jugaron un partido de fútbol en la cima del Nevado Sajama, con el objetivo de demostrar que la altitud no representa necesariamente una limitación para el esfuerzo físico. En 2015, un candidato en unas elecciones lanzó el reto de realizar un debate político en la cumbre del Sajama. El billete boliviano de 50 bolivianos, puesto en circulación en octubre de 2018, muestra al Nevado Sajama en su reverso.